# (85472) Xizezong
(85472) Xizezong est un astéroïde de la ceinture principale.

## Description
(85472) Xizezong est un astéroïde de la ceinture principale. Il fut découvert le 9 juin 1997 à la station de Xinglong par le programme Beijing Schmidt CCD Asteroid Program. Il présente une orbite caractérisée par un demi-grand axe de 2,31 UA, une excentricité de 0,20 et une inclinaison de 9,3° par rapport à l'écliptique.

## Compléments